# Jardín Botánico de Memphis
El Jardín Botánico de Memphis o en inglés: Memphis Botanic Garden, es un jardín botánico y arboreto de 44.5 hectáreas (96 acres) de extensión, que se encuentra en Memphis, estado de Tennessee, EE. UU.
El código de identificación internacional del "Memphis Botanic Garden" como miembro del "Botanic Gardens Conservation Internacional" (BGCI), así como las siglas de su herbario es MEM.

## Localización
Memphis Botanic Garden, 750 Cherry Road, Memphis, Tennessee 38117-4699 United States-Estados Unidos.
Planos y vistas satelitales.35°7′26.83″N 89°57′34.15″O / 35.1241194, -89.9594861
Está abierto todo el año y cobran una tarifa por su visita. Los martes por la tarde la entrada es gratuita.

## Historia
El jardín botánico se estableció en "Audubon Park" y desde 1953 fecha de su apertura no ha dejado de crecer gradualmente con nuevas colecciones. 
El jardín tiene varias características únicas lo que le otorgó recientemente el certificado como arboretum de nivel 4, la designación más alta, constituyéndose en uno de los cuatro arboretum de nivel 4 que hay en Tennessee. 
En el año 2006, la exhibición El Sendero de las Hostas del jardín fue reconocido por la "American Hosta Society" como uno de quince senderos certificados a nivel nacional de los EE. UU.
También en el año 2006, el jardín botánico de Memphis en cooperación con la "American Federation of Garden Clubs" recibió el galardón del "Blue Star Memorial Garden".

## Colecciones
Actualmente (2007), el Memphis Botanic Garden consta de 20 zonas expositivas, entre las que se incluyen :
- Arboretum creado en (1957)
- Jardín de magnolias creado en (1958), que fue trasladado al área que ocupaba una anterior rosaleda.
- Colección de Coníferas creado en (1981) - incluye numerosas variedades de coníferas enanas.
- Jardín de hierbas (1986) - más de 100 tipos de hierbas.
- Jardín japonés de la Tranquilidad (1965, 1989) - diseñado por Dr. P. T. Tono, Tokio; rediseñado por el Dr. Koichi Kawana.
- Rosaleda - con 75 variedades de rosas.
- Jardín de los Sentidos (1989)
- Jardín de las mariposas de Anne Heard Stokes (1997)
- El Sendero de las Hostas,